# Девід Геммонд (плавець)
Девід Геммонд (англ. David Hammond, 5 січня 1881 — 3 лютого 1940) — американський плавець і ватерполіст.
Призер Олімпійських Ігор 1904 року.